# Колодезянское сельское поселение (Воронежская область)
Колодезянское сельское поселение — муниципальное образование в Каширском районе Воронежской области.
Административный центр — посёлок Колодезный.

## История
15 декабря 2009 года хутор Полубяновка был присоединен к городскому округу город Нововоронеж.

## Административное деление
Состав поселения:
- посёлок Колодезный,
- село Олень-Колодезь.